# Memoriał Eugeniusza Nazimka 2008
XXV Memoriał im. Eugeniusza Nazimka – 25. edycja turnieju w celu uczczenia pamięci polskiego żużlowca Eugeniusza Nazimka, który odbył się 26 września 2008. Zwyciężył Matej Žagar.

## Wyniki
- 26 września 2008, Stadion Stali Rzeszów, sędzia Tomasz Proszowski

| Msc. | Zawodnik                | Klub                        | Pkt  |               |  |
| ---- | ----------------------- | --------------------------- | ---- | ------------- |  |
| 1    | (9) Matej Žagar         | Marma Polskie Folie Rzeszów | 13   | (3,3,2,3,2)   |  |
| 2    | (14) Adam Skórnicki     | PSŻ Milion Team Poznań      | 11+3 | (1,3,3,2,2)   |  |
| 3    | (15) Maciej Kuciapa     | RKM Rybnik                  | 11+d | (3,3,0,2,3)   |  |
| 4    | (4) Karol Ząbik         | Unibax Toruń                | 10   | (3,3,3,1,0)   |  |
| 5    | (2) Rafał Dobrucki      | ZKŻ Kronopol Zielona Góra   | 10   | (2,0,2,3,3)   |  |
| 6    | (11) Adrian Miedziński  | Unibax Toruń                | 10   | (2,2,3,2,1)   |  |
| 7    | (5) Davey Watt          | Marma Polskie Folie Rzeszów | 9    | (1,1,3,1,3)   |  |
| 8    | (6) Antonio Lindbäck    | RKM Rybnik                  | 9    | (2,2,2,0,3)   |  |
| 9    | (12) Daniel Jeleniewski | Atlas Wrocław               | 8    | (0,2,1,3,2)   |  |
| 10   | (10) Rafał Trojanowski  | PSŻ Milion Team Poznań      | 8    | (1,1,2,3,1)   |  |
| 11   | (1) Dawid Stachyra      | Marma Polskie Folie Rzeszów | 7    | (1,2,1,1,2)   |  |
| 12   | (8) Cameron Woodward    | Marma Polskie Folie Rzeszów | 5    | (3,0,1,1,0)   |  |
| 13   | (3) Martin Vaculik      | Marma Polskie Folie Rzeszów | 4    | (0,1,0,2,1)   |  |
| 14   | (16) Paweł Miesiąc      | SK Lokomotīve Dyneburg      | 4    | (2,1,0,d,1)   |  |
| 15   | (7) Michał Mitko        | RKM Rybnik                  | 1    | (0,0,1,0,0)   |  |
| 16   | (13) Grzegorz Szyszka   | KSM Krosno                  | 0    | (0,0,0,ns,ns) |  |

Bieg po biegu

do uzupełnienia